# Il Corsaro Nero (1976)
Il Corsaro Nero é um filme de aventura produzido na Itália e lançado em 1976. É baseado em dois romances de Emilio Salgari, The Black Corsair e The Queen of the Caribbean.